# Мюнстерская коммуна

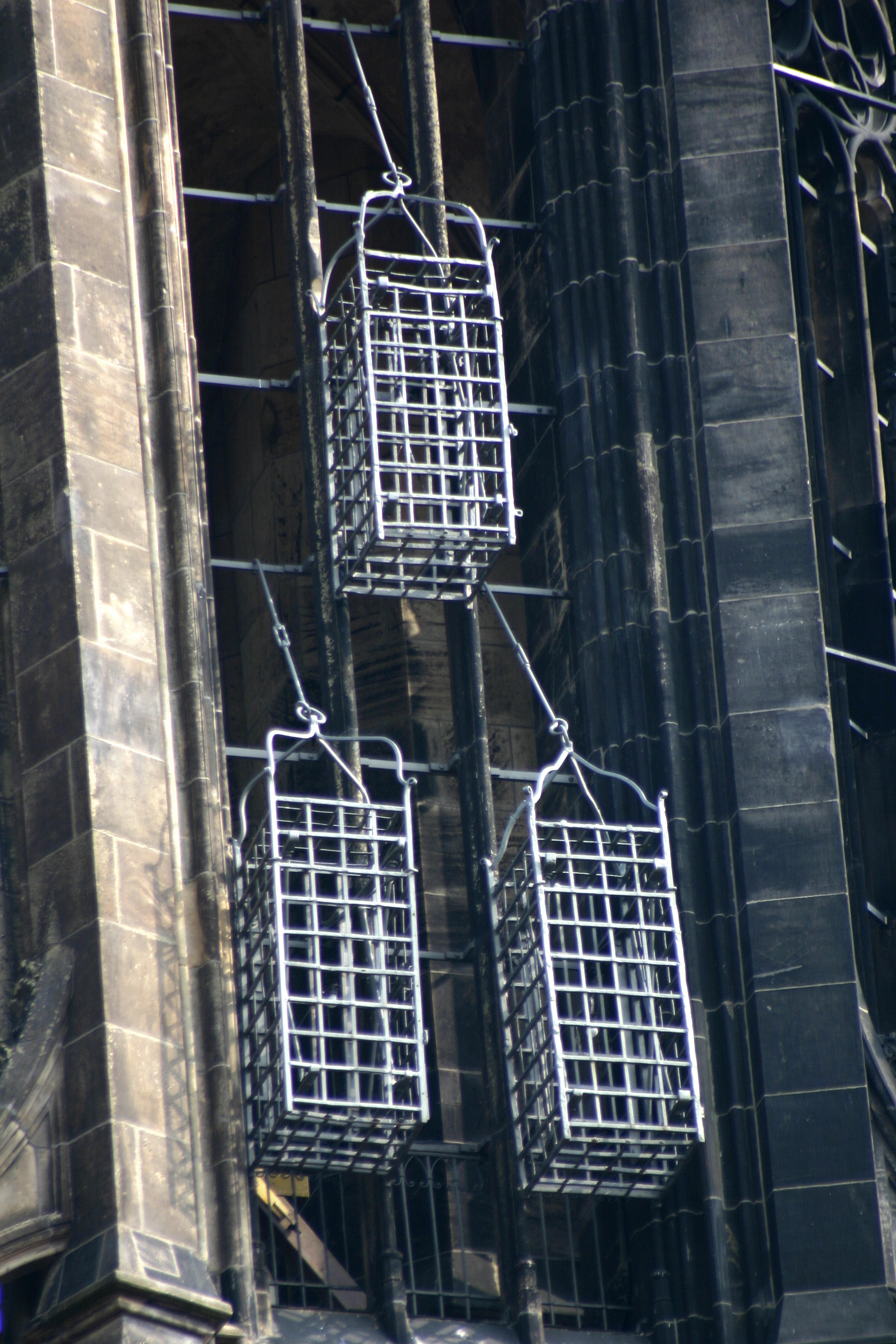
клетки на башне церкви св. Ламберта

Мюнстерская коммуна (нем. Täuferreich von Münster) — теократический режим, установленный радикальными анабаптистами в Мюнстере (Вестфалия) в 1534—1535 годах во главе с Яном Матисом, а после его гибели (5 апреля 1534 года) Иоанном Лейденским. Была основана на милленаристских идеях Мельхиора Хоффмана. В осаждённом городе Мюнстерская коммуна провела конфискацию церковно-монастырского имущества, отмену долгов и денежного обращения, а также уравнительное распределение предметов потребления. Просуществовала 14 месяцев. Рассматривается как ранняя форма практического воплощения утопического социализма и «мессианского коммунизма».

## Предыстория
Предпосылками Мюнстерской коммуны были Крестьянская война в Германии и Реформация. Большую роль играла конкуренция гильдий с монастырями, которые были полностью освобождены от налогов. В 1529 на Вестфалию обрушилась эпидемия чумы, за которой последовал неурожай. В 1530 был введён чрезвычайный налог для борьбы с турецким вторжением. Война наводнила Мюнстер беженцами-анабаптистами, Реформация расколола Империю на враждующие земли, в результате чего лютеранский Гессен препятствовал попыткам католического центра своевременно подавить мятеж.

### 1532 год
- 23 февраля лютеране напали на католическую церковь святого Ламберта, устроили погром «языческого» убранства и изгнали священнослужителей.
- 1 июля ремесленные цеха потребовали от магистрата утверждения лютеранства в качестве официального вероисповедания.

После принятия городом лютеранства в нём стали скапливаться беженцы-анабаптисты из соседнего княжества Юлих-Клеве и Нидерландов.

### 1533 год
Первоначально анабаптисты планировали установить свой режим в эльзасском Страсбурге, но после 1533 года их взоры обратились к Мюнстеру.

## История
Гонения и казни приводили перекрещенцев к ожиданию скорого наступления тысячелетнего царства Христова на земле. Особенно напряжёнными эти хилиастические чаяния сделались около 1530 г., когда несколько прорицателей предсказывали скорую кончину мира. Особенно остро это учение выразилось в Нидерландах и Нижней Германии, где Мельхиор Хоффман распространял своё учение. Объявив себя пророком Илиёй, он предвещал Второе пришествие Христа в 1533 году, а Страсбург, по его мнению, должен был стать Новым Иерусалимом. Прибыв в Страсбург, Хоффман был арестован и заключён в тюрьму, где и умер. Под влиянием его взглядов образовалось движение мельхиоритов (иногда называемые гоффманитами), которые строго следовали хилиастическим взглядам. Из числа последних особенно выдвинулся гарлемский булочник Ян Матис, назвавший себя Енохом и выславший двенадцать апостолов на проповедь.
Поднявшееся в Мюнстере социальное движение привело к революции. Ян Матис (Матисен) прибыл в Мюнстер, совместно с Иоанном Лейденским, и возглавил движение. В городе было организовано теократическое государство, в основе которого лежали коммунистические принципы общности имущества и социального равенства. Мюнстерский епископ несколько раз пытался взять город, однако католическо-лютеранская коалиция смогла максимум взять город в осаду. Даже несмотря на осаду, послы от Матиса могли пробираться в другие города и распространять его воззвания. Во время одной из вылазок Матис был убит, и руководство движением перешло к Иоанну Лейденскому.
Возглавив мюнстерских мельхиоритов, Лейденский в скором времени объявил себя царём и ввёл многоженство. Однако ряд исследователей выражают сомнение в том, что данный факт имел место в действительности, относя его скорее к пропагандистской деятельности, направленной против анабаптистов. В то же время Менно Симонс, будучи ещё католическим священником, навестив Мюнстер, высказал своё осуждение практике многожёнства и идее обобщения жён, которую, по его словам, высказывали некоторые из лидеров Мюнстерской коммуны. Отличительной особенностью мюнстерской коммуны также являлась необычная для других анабаптистов сосредоточенность на Ветхом Завете.
Голод и эпидемия ослабили защиту городских стен Мюнстера, и 24 июня 1535 года он был взят объединёнными католическо-лютеранскими войсками под руководством Мюнстерского епископа. Многие адепты учения были казнены. Руководители Иоанн Лейденский, бургомистр города Бернд Книппердоллинг были жестоко казнены, в течение нескольких часов палачи щипцами вырывали им ребра, а после их тела повесили в клетках на башне церкви св. Ламберта.

### Хронология

#### 1534 год
- 23 февраля — анабаптисты побеждают на выборах в магистрат. Не-анабаптисты изгоняются из города без права забрать с собой имущество. Обобществление собственности через изъятие диаконами излишков и введение неоплачиваемого труда.
- 5 апреля — смерть вождя мюнстерских анабаптистов Яна Матиса. Переход власти к совету «12 апостолов»
- 25 июля — установление монархии во главе с царём Иоанном Лейденским. Введение полигамии.
- 30 июля — мятеж кузнеца Генриха Молленхеке.

#### 1535 год
Как и прошедшая в середине двадцатых годов XVI века крестьянская война в Германии, эта городская социальная революция носила кровавый характер. Она закончилась мюнстерским восстанием, в котором наиболее видную роль играл сначала Матисен, затем Иоанн Лейденский. Католические власти жестоко подавили мятеж мюнстерских анабаптистов (букв. перекрещенцы) в 1535 году, но только произошедшее затем примерно в то же время подавление сильного восстания в Амстердаме окончательно обессилили движение анабаптистов.